# Torreana
Torreana – rodzaj kosarzy z podrzędu Laniatores i rodziny Agoristenidae. Gatunkiem typowym jest Torreana poeyi.

## Występowanie
Przedstawiciele rodzaju występują na Kubie.

## Systematyka
Opisano dotychczas tylko 2 gatunki:
- Torreana poeyi Avram, 1977
- Torreana spinata Avram, 1977